# A Magyar Állami Operaház karmestereinek listája

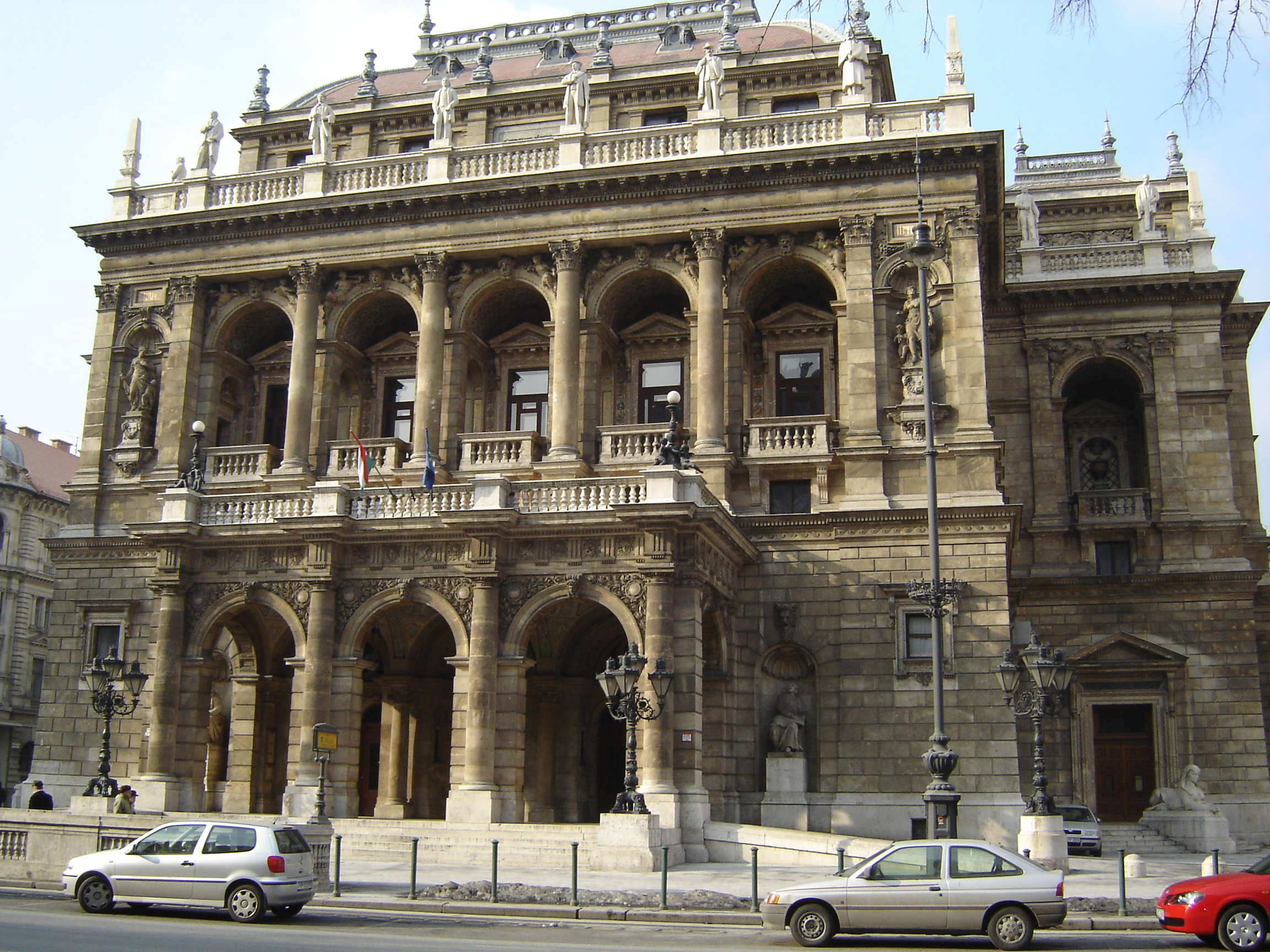
A Magyar Állami Operaház

A Magyar Állami Operaház karmesterei az intézmény alapítása óta:
- Ábrányi Emil
- Balling Mihály
- Benkő Henrik
- Berg Ottó
- Blum Tamás
- Bolberitz Tamás
- Borbély Gyula
- Csányi Valéria
- Dénes István
- Déri András
- Erdélyi Miklós
- Erkel Gyula
- Erkel Sándor
- Failoni, Sergio
- Ferencsik János
- Fischer Ádám
- Fleischer Antal
- Fráter Gedeon
- Fricsay Ferenc
- Grossmann József
- Győriványi Ráth György
- Héja Domonkos
- Kaposi Gergely
- Kenessey Jenő
- Kerekes János
- Kerner István
- Kesselyák Gergely
- Klemperer, Otto
- Koltai Ferenc
- Komor Vilmos
- Kórodi András
- Kovács János
- Kovács László
- Kulka János
- Lichtenberg Emil
- Ligeti András
- Lukács Ervin
- Lukács Miklós
- Máder Rezső
- Majorossy Aladár
- Márkus Dezső
- Medveczky Ádám
- Mihály András
- Mura Péter
- Nagy Ferenc
- Németh Amadé
- Oberfrank Géza
- Oberfrank Péter
- Pál Tamás
- Pető Imre
- Pless László
- Rebicek József
- Rékai Nándor
- Rubányi Vilmos
- Sándor János
- Sándor Szabolcs
- Szennai Kálmán
- Szikla Adolf
- Tóth Péter
- Török Géza
- Varga Pál
- Vaszy Viktor